# Molanna kunmingensis
Molanna kunmingensis är en nattsländeart som beskrevs av Hwang 1957. Molanna kunmingensis ingår i släktet Molanna och familjen skivrörsnattsländor. Inga underarter finns listade i Catalogue of Life.